# Trem das Onze
Trem das Onze (с порт. Поезд, отходящий в 11 вечера) — известная бразильская песня, написанная Адонираном Барбозой в 1964 году. Первым исполнителем песни была группа Demônios da Garroa, которая записала её в одноимённый альбом. В 1964 году песня была впервые исполнена на карнавале в Рио-де-Жанейро.
Песня с одной стороны относится к стилю «самбы-паулиста» (самбы, написанной в штате Сан-Паулу, которая имеет свои особенности), с другой стороны, в ней проявляются черты и «самбы-брек», а также «итало-самбы».
Песня сделала известным пригород Сан-Паулу Жасанан (порт. Jaçanã)
Слова песни:
Não posso ficar nem mais um minuto com você,

Sinto muito amor, mas não pode ser.

Moro em Jaçanã,

Se eu perder esse trem que sai agora ás onze horas,

So amanhã de manhã.

E além disso mulher, tem outra coisa,

Minha mãe não dorme enquanto eu não chegar,

Sou filho unico,

Tenho minha casa pra olhar.
В песне рассказывается о парне из Жасанана, который страстно любит девушку из центра Сан-Паулу, однако не может задержаться с ней подольше, поскольку не может пропустить последний поезд в свой пригород, который отходит в 11 вечера, а его мать не спит, пока он не приедет домой. Некоторые историки бразильской музыки полагают, что в словах Moro em Jaçanã предлог em употреблен без артикля для стилистического эффекта дальней дистанции, хотя грамматически правильно сказать Moro no Jaçanã.
Песня имеет также вариант в итальянском языке под названием Figlio unico:
Non posso restare

nemmeno un minuto accanto a te

anche se il mio amore

sai, è solo per te

muoio se non ci sei

ma devo prendere il treno

che mi porterà lontano

tanto lontano da te.

Se stasera non sarò tornato a casa

ci sarà qualcuno che non dormirà,

son figlio unico

la mia casa è vuota senza me.
Итальянский вариант песни исполнил Рикардо дель Турко в телепрограмме с песенным конкурсом Canzonissima в 1968 году.
Бразильская группа MPB-4 записала песню в попурри с песней Каэтану Велозу Sampa в альбоме Sambas da Minha Terra. В их варианте последняя строфа звучит так:
E além disso mulher, tem outra coisa,

Minha mãe não dorme enquanto eu não chegar.

É que eu sou filho unico,

Tenho minha casa pra olhar.
В 1987 году ивритский вариант этой песни в переводе Эхуда Манора и обработке Мати Каспи «Афилу дака» (אפילו דקה) вошёл в альбом Мати Каспи «Эрец тропит мешагаат» (ארץ טרופית משגעת), а в 1996 — и в альбом «Эй-шам балэв» (אי שם בלב), где песня стилизована под ча-ча-ча.